# Lingua huave
La lingua huave è una lingua isolata (o una famiglia linguistica isolata) parlata dall'etnia huave che vive nell'istmo di Tehuantepec, nel sud-est dello stato di Oaxaca (Messico), sulla costa del golfo di Tehuantepec e la Laguna Superiore.
La lingua è chiamata dai suoi parlanti come  ombeayiüts, che in italiano significa la nostra bocca. Il nome huave è un esonimo imposto dagli zapotechi e significa gente che imputridisce nell'acqua, ragion per cui gli indigeni huave si rifiutano di impiegarlo per riferirsi a loro stessi. Preferiscono chiamarsi piuttosto mero ikoots, espressione che tradotta letteralmente significa "i veri noi".

## Classificazione

### Famiglia linguistica o Dialetti?
La lingua huave è parlata in quattro località della costa: San Francisco del Mar, San Dionisio del Mar, San Mateo del Mar e Santa Maria del Mar. Di queste comunità la più numerosa è quella di San Mateo del Mar, fino agli ultimi anni una delle più isolate e restie ai contatti esterni.
Non c'è unanimità nell'ambiente scientifico sulla classificazione della lingua o delle lingue, infatti alcuni linguisti come Campbell (1997) considerano l'Hueva come un'unica lingua di cui in ogni città viene parlato un dialetto, altri, tra cui Ethnologue, propendono per l'ipotesi di una famiglia linguistica formata da quattro lingue separate. Tanto che il Summer Institute of Linguistics ha assegnato codici diversi ad ogni lingua.

### Relazioni con altri gruppi linguistici
Indipendentemente dal fatto che si consideri lo Hueva come lingua o famiglia linguistica, nessuna delle varie ipotesi di relazione linguistica con una qualche famiglia linguistica più ampia è stata finora dimostrata con sufficiente evidenza, pertanto lo huave è al momento considerato come una lingua isolata (Campbell, 1997: 161).
Paul Radin ha proposto una relazione fra lo huave e le lingue maya, mentre Morris Swadesh si è piuttosto orientato verso una connessione con la famiglia delle oto-mangue, la stessa che fu analizzata più ampiamente da Rensch (1976). Ciò nonostante, come già detto, nessuna di queste ipotesi si è rivelata soddisfacente. 

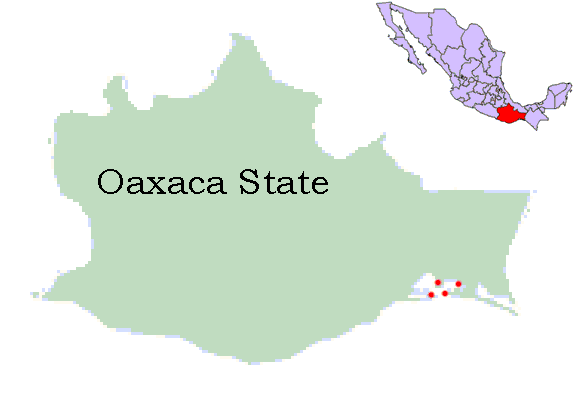
Localizzazioni delle 4 città in cui si parlano lingue huave, nello stato di Oaxaca

### Distribuzione geografica
Secondo i dati del censimento del 2010 effettuato dall'Instituto Nacional de Estadística y Geografía (INEGI), i locutori di huave in Messico sono 18.264.
La tabella seguente indica i locutori nelle quattro città, il codice Sil assegnato alla lingua e, nell'ultima colonna, il collegamento alla pagina descrittiva di ogni lingua/dialetto.
| Luogo                 | Numero di Locutori (anno) | ISO 639-3 (SIL) | URL Sil |
| --------------------- | ------------------------- | --------------- | ------- |
| San Dionisio del Mar  | 5.000 (2000)              | hve             |         |
| San Francisco del Mar | 900 (1990)                | hue             |         |
| San Mateo del Mar     | 12.000 (1990)             | huv             |         |
| Santa María del Mar   | 500 (1993)                | hvv             |         |

## Pericoli e prospettive
Le attitudini negative dei parlanti verso la propria lingua nativa, unita ad una forte pressione sociale dello spagnolo sono le principali ragioni del progressivo abbandono dello huave come lingua parlata dal resto della comunità.
Anche se l'uso di questa lingua persiste in vari ambiti della vita sociale, la sopravvivenza dello huave risulta essere minacciata, tanto che si sono rivelati necessari progetti di promozione e indagine linguistica nelle comunità huave dell'istmo di Tehuantepec.
Vi sono però anche segnali positivi, ad esempio, nel 2011, è stato segnalato che alcuni adolescenti hanno iniziato a mandare SMS in Huave, per poter comunicare senza che i loro genitori comprendessero l'argomento dei messaggi.
  Sempre nel 2011, a San Mateo del Mar, è nata Radio Ikoots, la prima stazione che trasmette in Huave.

### Approfondimenti
- Tallè, Cristiano, 2009, "Scuola, costumbre e identità. Un'etnografia dell'educazione nella comunità indigena di San Mateo del Mar (Messico)", CISU, Roma.
- Cuturi, Flavia, 2003, "Juan Olivares - Un pescatore del messico indigeno", Meltemi, Roma.